# Toni Nhleko
Nkosinathi "Toni" Nhleko, född 24 juli 1979 i Ermelo, är en sydafrikansk fotbollsspelare (anfallare) som sedan 2009 spelar för Kaizer Chiefs.
Han började sin professionella fotbollskarriär i det sydafrikanska laget Jomo Comos, från Johannesburg. Efter att ha spelat för bland annat norska SK Brann och amerikanska Dallas Burn köptes han till den 2006 av Hammarby IF som en potentiell ersättare till Björn Runström.
Nhleko tog dock aldrig en ordinarie plats i Hammarby och var under säsongen 2007 utlånad till norska Sandefjord. Inför säsongen 2008 gick han med på att bryta kontraktet med Hammarby.